# Palmento
Il palmento è una vasca ampia e non troppo profonda utilizzata per la fermentazione del mosto. Con lo stesso termine viene anche indicata la macina del mulino, cioè l'elemento mobile che serve per frangere le olive o ridurre in polvere i semi oggetto di molitura.

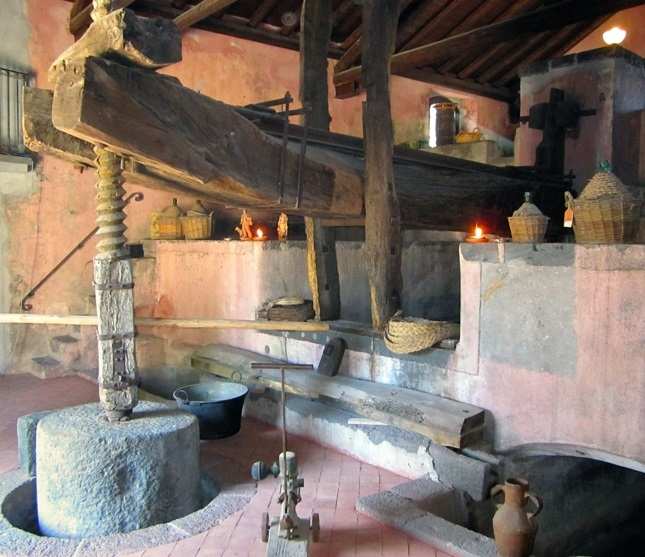
Antico palmento

## Vasca di fermentazione
Nella sua accezione di vasca il palmento aveva pareti di cemento o calcestruzzo o era scavato direttamente nella roccia. Utilizzati in scala industriale tra l'età ellenistica e tutta quella romano imperiale, l'utilizzo si è protratto quasi fino ai giorni nostri (cit. Domenico Minuto). Sono presenti in tutta l'area del Mediterraneo, dalla Georgia (che presenta esemplari di quasi 3.000 anni) al Portogallo, passando per la Spagna, l'Italia, la Francia, ecc.

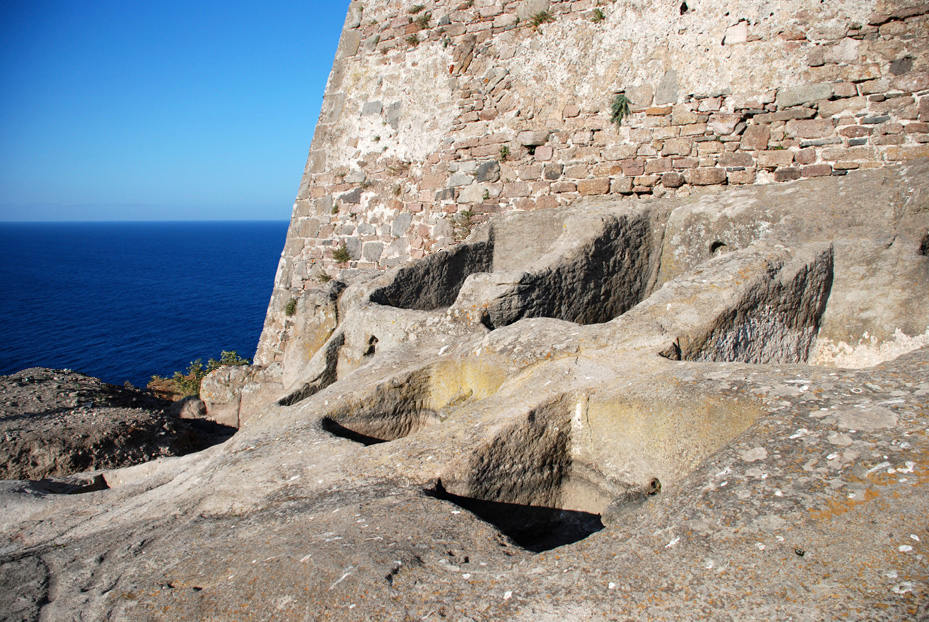
I palmenti del castello dell'isola di Capraia (LI)

In Italia numerosi testimonianze si conservano prevalentemente al Sud, in particolare in Calabria, famosa in antichità per la produzione del vino. La località con il maggior numero di palmenti, in Italia e in Europa, è Ferruzzano (piccolo paese in provincia di Reggio Calabria), che ospita circa 160 palmenti risalenti a diverse epoche (come testimoniato dalle incisioni elleniche, bizantine e romane presenti sulle pareti delle vasche). A tal ragione il paesino è definito anche come "Città dei Palmenti". Questi sono stati oggetto di un accurato censimento da parte del prof. Orlando Sculli, rinomato palmentologo e instancabile ricercatore e valorizzatore di antichi vitigni (a lui si deve la riscoperta di antichissimi genomi di vite). Il prof. Sculli oltre ad aver censito i palmenti presenti all'interno del Comune di Ferruzzano ha classificato anche quelli presenti nella vallata che va dalla fiumara di Bruzzano (RC) al torrente Bonamico di Bovalino (RC), censendone in tutto quasi 750. All'interno del libro "I palmenti di Ferruzzano", edito da Palazzo Spinelli, il prof. Sculli dà un'ampia descrizione di questi "altari del vino", descrivendone il forte utilizzo durante il periodo ellenico, bizantino e moderno: il vino prodotto infatti era esportato in tutta l'area del Mediterraneo ma successivamente all'espansione araba, il commercio fu interrotto brutalmente; sul finire del 1800 prima della guerra commerciale inaugurata con la Francia, il vino ricavato dall'utilizzo dei palmenti (caratterizzato da un'alta gradazione) era acquistato per tagliare il vino francese.
Nessun altro territorio al mondo, come quello di Ferruzzano e dintorni, vanta una tale presenza di palmenti. Questi sono stati usati ininterrottamente sino alla metà del 1900. Molti, a testimonianza della loro storia, recano impresse delle croci, sia di tipo bizantino, sia di tipo latino, permettendoci così di misurare almeno in parte il lungo periodo del loro utilizzo (cit. D. Minuto).
Altra testimonianza di palmenti è Pietragalla (PZ) dove se ne contano più di 100;  qui alcuni abitanti del paese continuano tuttora a utilizzare i palmenti come impianto per la produzione del vino. Anche a Ischia (NA) all'interno del Castello Aragonese si possono vedere gli antichi palmenti utilizzati per la pigiatura delle uve. Diversi esemplari sono presenti nella valle dei Palmenti situata nel basso messinese. Anche a San Gregorio Magno, in provincia di Salerno, è rimasto qualche esemplare di palmento. Nelle circa 600 cantine, ubicate nella zona sud della cittadina, denominata appropriatamente via Bacco, originariamente ce n'era almeno uno, ma poi, un po' per fare spazio, un po' per l'azione delle nuove tecnologie di vendemmia, la maggior parte è andata distrutta.

## Macina per molitura
Con il termine palmento sono indicate anche le macine dei mulini ad acqua, che schiacciavano le olive per produrre olio, o frantumavano il grano per ricavarne la farina.
L'espressione "mangiare a quattro palmenti" deriva dal fatto che tali mulini utilizzavano generalmente solo uno o due palmenti. Spesso il significato da quello alimentare viene esteso in modo figurato all'avidità economica e a comportamenti che accolgono illeciti profitti.